# حياة عمري
حياة عمري (بالفرنسية: Hayet Omri)‏ ولدت في 13 ديسمبر 1981 في الرقاب (تونس). هي باحثة ومخترعة وسياسية تونسية، تنتمي لحركة النهضة ذات التوجه الإسلامي.

انتخبت كنائبة في مجلس نواب الشعب بعد انتخابات 26 أكتوبر 2014 عن النهضة في دائرة سيدي بوزيد.

## السيرة الذاتية
تحصلت حياة العمري على الباكالوريا في 2001 في شعبة الرياضيات من المعهد الثانوي بالرقاب. تحصلت بعدها في 2007 على شهادة مهندس وطني في الكيمياء الصناعية من المعهد الوطني للعلوم التطبيقية والتكنولوجيا في تونس العاصمة. ثم في 2008 على شهادة الماجستير في الكيمياء الصناعية من نفس المعهد، وأخيرا على الدكتوراه في 2013 في الكيمياء التطبيقية من المعهد ذاته.

كانت بين 2011 و2014 مساعدة متعاقدة بالمعهد الوطني للعلوم التطبيقية والتكنولوجيا.

انتخبت بعد ذلك كنائبة في مجلس نواب الشعب بعد انتخابات 26 أكتوبر 2014 عن النهضة في دائرة سيدي بوزيد الانتخابية. في هذا المجلس هي عضوة لجنة الشباب والشؤون الثقافية والتربية والبحث العلمي ونائبة رئيس لجنة التنمية الجهوية.

عينت في 17 يناير 2015 كرئيسة شرفية للفدرالية الفرنسية للمخترعين، لتكون بذلك أول عربية وأفريقية تحظى بهذا اللقب.

### الاختراعات
اكتشفت حياة عمري طريقة لتثمين التراب، حيث أنه لإزالة مادة الحامض الفسفوري، تستورد تونس مادة باهظة الثمن تسمى «الصوان النشيط»، في حين أن التراب التونسي بمنطقة الحوض المنجمي في ولاية قفصة (المنطقة المنتجة لمادة الفوسفات) غني بهذه المادة بنسبة 80%، وتوصلت العمري لاكتشاف طريقة لاستخراج هذه المادة من الأتربة المتراكمة بكثافة في تلك الجهة، وهو ما ساعد شركة المجمع الكيميائي التونسي على ربح حوالي 10 ملايين دينار في تلك السنة، والتوقف عن توريد هذه المادة. 

ونجحت كذلك فاختراع طريقة لتثمين الفضلات النباتية، استخرجت منها مادة الفسفور نقية من الشوائب، واكتشاف طريقة لإزالة مادتي الكلور والفسفور من الحامض الفسفوري، وذلك بفضل استخدام بعض الأعشاب التي قامت بمعالجتها وتجفيفها، ثم سحقها وتحويلها إلى مادة لزجة قادرة على امتصاص المادتين المزالتين.

## الجوائز والتشريفات
- 17 أبريل 2016: تكريمها من قبل الإتحاد الوطني للمهندسين التونسيين.
- 30 مارس 2016: جائزة المهندسة العربية المتميزة لسنة 2016 من قبل إتحاد المهندسين العرب.[3]
- 22 - 25 مايو 2015: الجائزة الكبرى الفرنكوفونية والتانيت الذهبي للجمهورية الفرنسية والميدالية الذهبية لمسابقة الفدرالية الأوروبية للمخترعين.[4]
- 17 يناير 2015: رئيسة شرفية للفدرالية الفرنسية للمخترعين.
- 20 أكتوبر 2013: الميدالية الذهبية في صالون INVENTECH في فرنسا.
- 31 مايو 2013: شهادة تقدير من قبل وزير التعليم العالي والبحث العلمي التونسي المنصف بن سالم.
- 1 مايو 2013: الجائزة الكبرى للفدرالية الفرنسية للمخترعين في صالون الاختراع والابتكار في فرنسا.
- 3 أبريل 2013: تكريمها من قبل رئيس الجمهورية التونسية المنصف المرزوقي.[5]
- 22 - 24 فبراير 2013: ميداليتان ذهبيتان في الأولمبياد العالمي للمخترعين والاختراعات.[1][6]
- الميدالية الذهبية للصالون الدولي للابتكار والمبدعين بفرنسا.[1]

## مقالات ذات صلة
- حركة النهضة (تونس).

## روابط خارجية
- السيرة الذاتية لحياة عمري على موقع مرصد مجلس نواب الشعب التابع لمنظمة البوصلة.